# CSC-Tiscali/2002
Deze pagina geeft een overzicht van de CSC-Tiscali-wielerploeg in 2002.

## Algemeen
Sponsor: CSC (ICT-bedrijf), Tiscali (telecombedrijf)
Algemeen manager: Alex Kjeld Pedersen
Ploegleiders: Bjarne Riis, Christian Andersen, Johnny Weltz, Per Johnny Pedersen, Jørgen Marcussen
Fietsmerk: LOOK

## Renners
| Naam                 | Geboortedatum | Nationaliteit    | Ploeg 2001        |
| -------------------- | ------------- | ---------------- | ----------------- |
| Olivier Asmaker      | 13-03-1973    | Frankrijk        |                   |
| Michael Blaudzun     | 30-04-1973    | Denemarken       |                   |
| Manuel Calvente      | 14-08-1976    | Spanje           | Neoprof           |
| Francisco Cerezo     | 06-01-1971    | Spanje           |                   |
| Julian Dean          | 28-01-1975    | Nieuw-Zeeland    | US Postal Service |
| Thomas Bruun Eriksen | 13-02-1979    | Denemarken       |                   |
| Marcelino Garcia     | 27-06-1971    | Spanje           |                   |
| Tyler Hamilton       | 01-03-1971    | Verenigde Staten | US Postal Service |
| Tristan Hoffman      | 01-01-1970    | Nederland        |                   |
| Laurent Jalabert     | 30-11-1968    | Frankrijk        |                   |
| Nicolas Jalabert     | 13-04-1973    | Frankrijk        |                   |
| Raphael Jeune        | 25-02-1975    | Frankrijk        |                   |
| Danny Jonasson       | 01-10-1974    | Denemarken       |                   |
| Jimmi Madsen         | 04-01-1969    | Denemarken       | Neoprof           |
| Bjarke Nielsen       | 10-02-1976    | Denemarken       |                   |
| Andrea Peron         | 14-08-1971    | Italië           | Fassa Bortolo     |
| Jakob Piil           | 09-03-1973    | Denemarken       |                   |
| Arvis Piziks         | 12-09-1969    | Letland          |                   |
| Javier Ramirez       | 14-03-1978    | Spanje           | Stagiair          |
| Michael Rasmussen    | 01-06-1974    | Denemarken       |                   |
| Martin Rittsel       | 28-03-1971    | Denemarken       |                   |
| Michael Sandstød     | 23-06-1968    | Denemarken       |                   |
| Carlos Sastre        | 23-04-1975    | Spanje           | O.N.C.E.          |
| Fränk Schleck        | 15-04-1980    | Luxemburg        | Stagiair          |
| Nicki Sørensen       | 14-05-1975    | Denemarken       |                   |
| Geert Van Bondt      | 18-11-1970    | België           | Mercury-Viatel    |
| Paul Van Hyfte       | 19-01-1972    | België           | Lotto-Adecco      |

## Overwinningen
| Ronde van de Haut-Var Laurent Jalabert Parijs-Nice 3e etappe: Laurent Jalabert Vredeskoers 5e etappe: Jakob Piil Ronde van Picardië 1e etappe: Michael Sandstød Eindklassement: Michael Sandstød Ronde van Italië 14e etappe: Tyler Hamilton Nationale kampioenschappen op de weg Denemarken, wegrit: Michael Sandstød Denemarken, tijdrit: Michael Sandstød Ronde van Frankrijk Bergklassement: Laurent Jalabert | Clásica San Sebastián Laurent Jalabert Ronde van Denemarken 1e etappe: Jakob Piil Eindklassement: Jakob Piil Ronde van Burgos 4e etappe: Michael Rasmussen Coppa Agostoni Laurent Jalabert Ronde van Poitou-Charentes 2e etappe: Nicolas Jalabert Ronde van Rijnland-Palts 3e etappe: Geert Van Bondt Parijs-Tours Jakob Piil |

## Teams

### Tour Down Under
15 januari–20 januari
- [21.] Jakob Piil
- [22.] Arvis Piziks
- [23.] Tristan Hoffman
- [24.] Geert Van Bondt
- [25.] Paul Van Hyfte
- [26.] Raphael Jeune
- [27.] Bjarke Nielsen
- [28.] Julian Dean

Ritoverwinningen
Geen
Beste klassering
6. Paul Van Hyfte op 3' 14" van de winnaar
Uitgevallen
Geen

### Ronde van Qatar
21 januari–25 januari
- [41.] Laurent Jalabert
- [42.] Olivier Asmaker
- [43.] Michael Blaudzun
- [44.] Carlos Sastre
- [45.] Thomas Bruun Eriksen
- [46.] Nicolas Jalabert
- [47.] Martin Rittsel
- [48.] Nicki Sørensen

Ritoverwinningen
Geen
Beste klassering
5. Laurent Jalabert op 19" van de winnaar
Uitgevallen
Michael Blaudzun (3e etappe)

### Ster van Bessèges
6 februari–10 februari
- [81.] Olivier Asmaker
- [82.] Jakob Piil
- [83.] Thomas Bruun Eriksen
- [84.] Paul Van Hyfte
- [85.] Raphaël Jeune
- [86.] Nicolas Jalabert
- [87.] Bjarke Nielsen
- [88.] Julian Dean

Ritoverwinningen
Geen
Beste klassering
17. Paul Van Hyfte op 40" van de winnaar
Uitgevallen
Julian Dean (1e etappe)
Jakob Piil (2e etappe)
Olivier Asmaker (3e etappe)

### Ronde van de Middellandse Zee
13 februari–17 februari
- [17.] Laurent Jalabert
- [18.] Tristan Hoffman
- [19.] Julian Dean
- [20.] Michael Blaudzun
- [21.] Jakob Piil
- [22.] Arvis Piziks
- [23.] Martin Rittsel
- [24.] Nicolas Jalabert

### Ronde van Valencia
26 februari–2 maart
- [11.] Carlos Sastre
- [12.] Tyler Hamilton
- [13.] Jimmi Madsen
- [14.] Francisco Cerezo
- [15.] Marcelino Garcia
- [16.] Andrea Peron
- [17.] —
- [18.] Nicki Sørensen

### Tirreno-Adriatico
14 maart–20 maart
- [221.] Thomas Bruun Eriksen
- [222.] Marcelino García
- [223.] Michael Blaudzun
- [224.] Tristan Hoffman
- [225.] Andrea Peron
- [226.] Jakob Piil
- [227.] Michael Rasmussen

### Milaan-San Remo
23 maart
- [231.] Geert Van Bondt
- [232.] Tyler Hamilton
- [233.] Paul Van Hyfte
- [234.] Laurent Jalabert
- [235.] Nicolas Jalabert
- [236.] Danny Jonasson
- [237.] Jakob Piil
- [238.] Andrea Peron

### Ronde van Vlaanderen
7 april
- [141.] Thomas Bruun Eriksen
- [142.] Tristan Hoffman
- [143.] Arvis Piziks
- [144.] Geert Van Bondt
- [145.] Paul Van Hyfte
- [146.] Jimmi Madsen
- [147.] Raphael Jeune
- [148.] Nicolas Jalabert

### Ronde van Italië
11 mei–2 juni
- [201.] Carlos Sastre
- [202.] Francisco Cerezo
- [203.] Marcelino Garcia
- [204.] Tyler Hamilton
- [205.] Danny Jonasson
- [206.] Jimmi Madsen
- [207.] Andrea Peron
- [208.] Michael Rasmussen
- [209.] Manuel Calvente

### Ronde van Frankrijk
6 juli–28 juli
- [51.] Laurent Jalabert
- [52.] Tyler Hamilton
- [53.] Andrea Peron
- [54.] Jakob Piil
- [55.] Arvis Piziks
- [56.] Michael Sandstød
- [57.] Carlos Sastre
- [58.] Nicki Sørensen
- [59.] Paul Van Hyfte

### Ronde van Nederland
20 augustus–24 augustus
- [91.] Tyler Hamilton
- [92.] Geert Van Bondt
- [93.] Julian Dean
- [94.] Tristan Hoffman
- [95.] Raphael Jeune
- [96.] Jimmi Madsen
- [97.] Andrea Peron
- [98.] Arvis Piziks

### Ronde van Lombardije
19 oktober
- [61.] Michael Rasmussen
- [62.] Nicki Sørensen
- [63.] Jakob Piil
- [64.] Andrea Peron
- [65.] Marcelino Garcia
- [66.] Manuel Calvente
- [67.] Francisco Cerezo
- [68.] Olivier Asmaker

1998 · 1999 · 2000 · 2001 · 2002 · 2003 · 2004 · 2005 · 2006 · 2007 · 2008 · 2009 · 2010 · 2011 · 2012 · 2013 · 2014 · 2015 · 2016